# Stade Centrafricain
El Stade Centrafricain es un equipo de fútbol de la República Centroafricana que juega en el Campeonato de fútbol de la República Centroafricana, la liga de fútbol más importante del país.

## Historia
Fue fundado en el año 1960 con el nombre SCAF Tocages y es de la capital Bangui, se ha coronado campeón de liga en 5 ocasiones y 2 veces campeón de copa y ha clasificado a competiciones internacionales en 5 ocasiones.

## Palmarés
- Campeonato de fútbol de la República Centroafricana: 5

1977, 1985, 1989, 2008, 2018
- Copa de la República Centroafricana : 3

1984, 2001, 2019

## Participación en competiciones de la CAF
| Temporada | Torneo                            | Ronda      | Club              | Casa | Visita | Global      |
| --------- | --------------------------------- | ---------- | ----------------- | ---- | ------ | ----------- |
| 1986      | Copa Africana de Clubes Campeones | Preliminar | Juvenil Reyes     | 4-1  | 2-1    | 6-2         |
| 1986      | Copa Africana de Clubes Campeones | 1          | FC 105 Libreville | 2-0  | 0-1    | 2-1         |
| 1986      | Copa Africana de Clubes Campeones | 2          | FAR Rabat         | 0-1  | 1-6    | 1-7         |
| 1990      | Copa Africana de Clubes Campeones | Preliminar | Renaissance FC    | 1-0  | 2-2    | 3-2         |
| 1990      | Copa Africana de Clubes Campeones | 1          | RC Bafoussam      | 0-0  | 1-2    | 1-2         |
| 2002      | Recopa Africana                   | Preliminar | Les Citadins FC   | 3-2  | 0-4    | 3-6         |
| 2009      | Liga de Campeones de la CAF       | Preliminar | Akonangui FC      | 1-0  | 0-1    | 1-1 (4-5 p) |
| 2018/19   | Liga de Campeones de la CAF       | Preliminar | Stade Malien      | 0-1  | 0-4    | 0-5         |